# 藤崎 (百貨店)
株式会社藤崎（ふじさき、英: Department Store Fujisaki Co., Ltd.）は、宮城県仙台市青葉区一番町に本社・本店を置き、仙台市を中心として東北地方（青森県を除く）に店舗を展開する、日本の百貨店である。

## 概要
仙台市の繁華街一番町にある本店は、2007年（平成19年）売上高486億4400万円、売場面積30,447平方メートルで、東北地方の百貨店では売上額はトップ、売場面積は仙台三越（35,400平方メートル）に次ぎ2位である。
仙台市郊外と、青森県を除く東北地方の各都市に17の地域店舗を展開している。
2006年2月期の売上構成は衣料品36%、食料品24%、身の回り品22%等となっている。
本店に大きく依存した店舗展開のため、2012年頃の仙台駅前再開発で開店が予定される大規模店舗の影響があるのではないかと予測されていた。本店の増床の他、2007年3月には本館隣接地に「ルイ・ヴィトン」の路面店を開店するなどし、これらの新規進出店に対抗する経営策をとっている（→一番町三丁目のブランド街化）。
テレビ番組と連携した物産展にも積極的で、『TBCおめざ感謝祭』や『OH!バンデス』フェア（宮城県の夕方ワイド番組）の例がある。
創業家が発行済株式の約47%を保有する、オーナー企業である。上位10位以内の大株主にも、その他企業はみられず、東北地方及び北日本ではわずかとなる地場百貨店となった。
代表取締役社長（4代目）・七代目藤崎三郎助（前名・正隆）には約9年間の伊勢丹勤務経験がある。2015年4月1日時点、伊勢丹系列の商品共同調達組織である全日本デパートメントストアーズ開発機構（ADO、2020年3月末に解散）から商品の供給を受けていた。
毎年、5月に開催の仙台・青葉まつりに藤崎すずめ連として参加。その年の新入社員を中心に若年層で構成されている。4月から祭り本番まで大町館屋上で練習している為、アーケードに笛の音色が響き渡る。また、毎年上位入賞を果たしている。
2015年5月22日には、小型店としては12店目となるヴィーフジサキ六丁の目店（若林区）を大和リースが開発にあたった「フレスポ六丁の目南町」内に、同6月12日には山形店を山形市七日町の複合ビルである「アズ七日町内」に開設した。これに合わせ既存の外商拠点は同ビル3階に移設された。

## 沿革
- 1819年（文政2年）：仙台藩領陸奥国仙台城下町大町1丁目（芭蕉の辻付近）に開いた太物商「得可主屋（エビスヤ）」を発祥とする。
- 1879年（明治12年）：四代目藤崎三郎助が家督を継ぎ経営に乗り出す。
- 1882年（明治15年）：大町4丁目に進出して業容拡張。
- 1912年（明治45年）2月：株式会社藤崎呉服店として会社組織に変更[13]。五代目藤崎三郎助が社長に就任。
- 1919年（大正8年）：陳列式店舗を建て百貨店化。
- 1930年（昭和5年）5月：現在の社名である株式会社藤崎に改称。初代社長に五代目藤崎三郎助が就任。
- 1945年（昭和20年）：第二次世界大戦で敗れた日本が降伏。その後の占領期に地下階が進駐軍兵士と家族の専用売り場 (PX) として使用された[14]。
- 1949年（昭和24年）：六代目藤崎三郎助が社長就任。
- 1963年（昭和38年）10月23日：青葉通り側への増床も含んだ増改築が完成し、オープン（丸光の増改築オープンと同日）。
- 1973年（昭和48年）：新たな増改築が完成。フロア中心部に、日本初となる上りと下り合計4基のエスカレーターが設置された[15]。
- 1976年（昭和51年）：新潟市の小林百貨店（後の新潟三越）と業務提携（2年後に解消）。
- 1982年（昭和57年）：リビング館（現:大町館）オープン。ギフトショップ盛岡オープン。
- 1987年（昭和62年）：ギフトショップ石巻店オープン。
- 1988年（昭和63年）：ギフトショップ佐沼店オープン。
- 1989年（平成元年）：ギフトショップ古川店オープン[13]。CI実施。本店3月10日全館リモデルオープン[16]。包装紙、紙袋、イメージソングが現行のものになる。7代目藤崎三郎助社長就任
- 1990年（平成2年）：藤崎快適生活研究所を設立。ギフトショップ船岡店オープン。
- 1991年（平成3年）：ギフトショップ塩釜店オープン。
- 1992年（平成4年）：ギフトショップ白石店、サテライトショップ泉中央店（現在のヴィー フジサキ泉中央店）オープン。
- 1994年（平成6年）：ギフトショップ秋田店オープン。
- 1995年（平成7年）：ギフトショップ原町店オープン。
- 1997年（平成9年）：アネックス一番町（現在の一番町館）オープン。ギフトショップ気仙沼店オープン。
- 1998年（平成10年）：ギフトショップ一関店オープン。
- 2000年（平成12年）：山形店オープン。
- 2004年（平成16年）：ギフトショップ福島店オープン。
- 2005年（平成17年）：フードマーケット・フジサキオープン。東北楽天ゴールデンイーグルスオフィシャルショップオープン。
- 2007年（平成19年）：本館・大町館「特選ブティック」リニューアルオープン。
- 2008年（平成20年）3月29日：藤崎石巻オープン。
- 2009年（平成21年）
  - 7月11日：仙台ファーストタワー低層棟のアーケード側に「ファーストタワー館」を開業。
  - 10月29日：三井ショッピングパーク ララガーデン長町に「ヴィー フジサキ」を開業。こちらは、藤崎単独入居ではなく、藤崎部分は食料品などを含めた中規模店舗。
- 2011年（平成23年）3月11日：東北地方太平洋沖地震（東日本大震災）が発生。本店も上層階を中心に被災。しかし、仙台市内の百貨店でいち早く路上販売を開始し、その後、3月19日に部分的に営業を再開した。全館再開は4月22日であった[17]。
- 2014年（平成26年）9月1日：山形県庄内地方にある鶴岡市に、庄内店オープン。
- 2015年（平成27年）
  - 5月22日：ヴィーフジサキ六丁の目店オープン。
  - 6月12日：山形店に小売り部門を新設し、アズ七日町内に移転オープン。
  - 11月2日：移動スーパー事業に参入[18]。
  - 12月6日：地下鉄青葉通一番町駅と本館地下2階の連絡通路が供用開始。
- 2016年（平成28年）
  - 4月：古川店を移転リニューアル[19]。
- 2019年（令和元年）
  - 8月29日：塩釜店を港町1丁目に移転リニューアル。新たに「ふるさと名産品コーナー」、雑貨店「クラスカ ギャラリー&ショップ ドー」も導入[20][21]。
  - 12月10日：藤崎本店にある観光案内所「仙台ツーリストインフォメーションデスク」に、人工知能（AI）を使った情報提供用の電子看板を、仙台市中心部活性化協議会が設置[22]。
- 2024年（令和6年）6月13日：東北大学と、仙台の国際化で協力する包括連携協定を締結[23]。

## 店舗

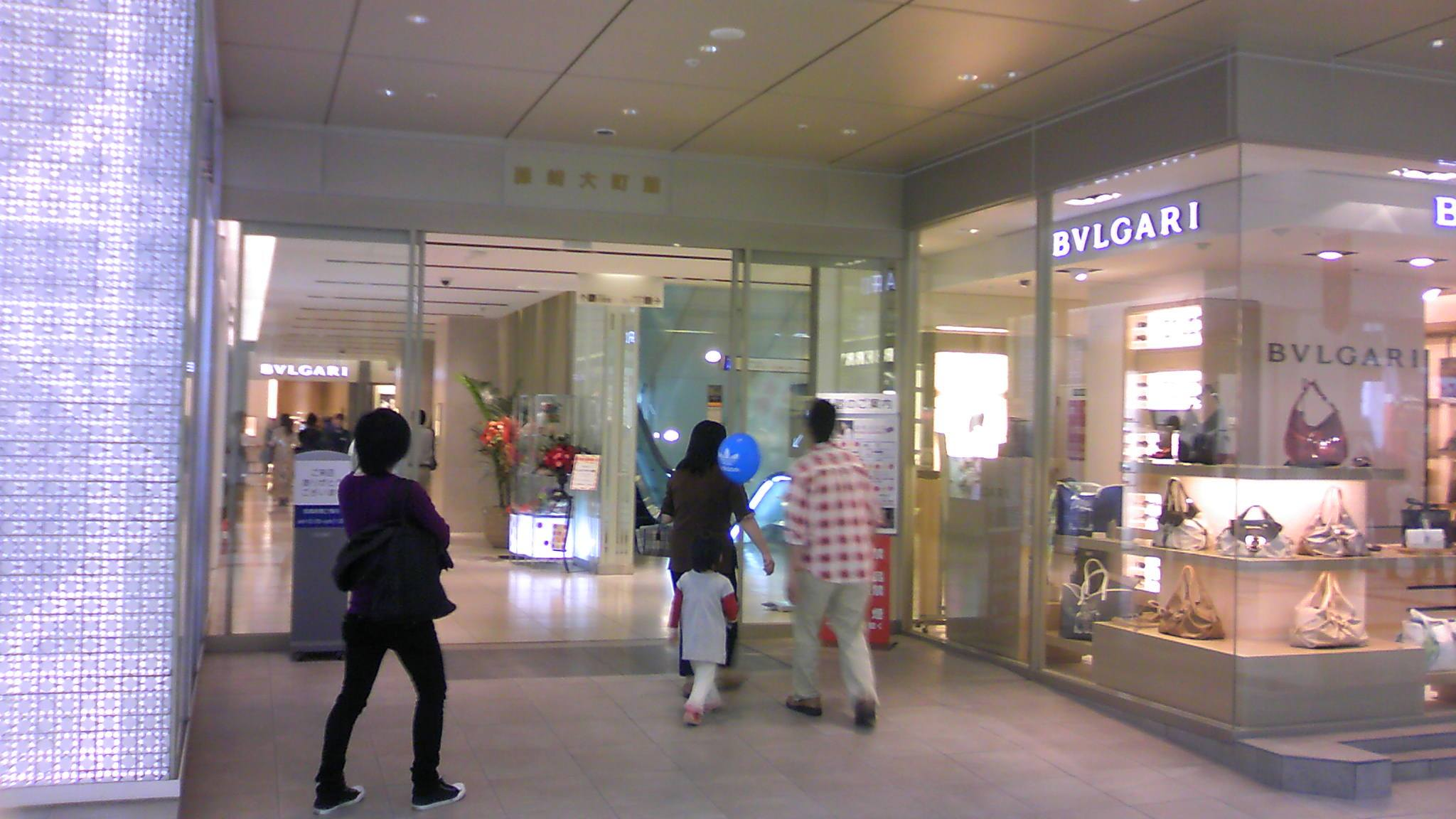
大町館

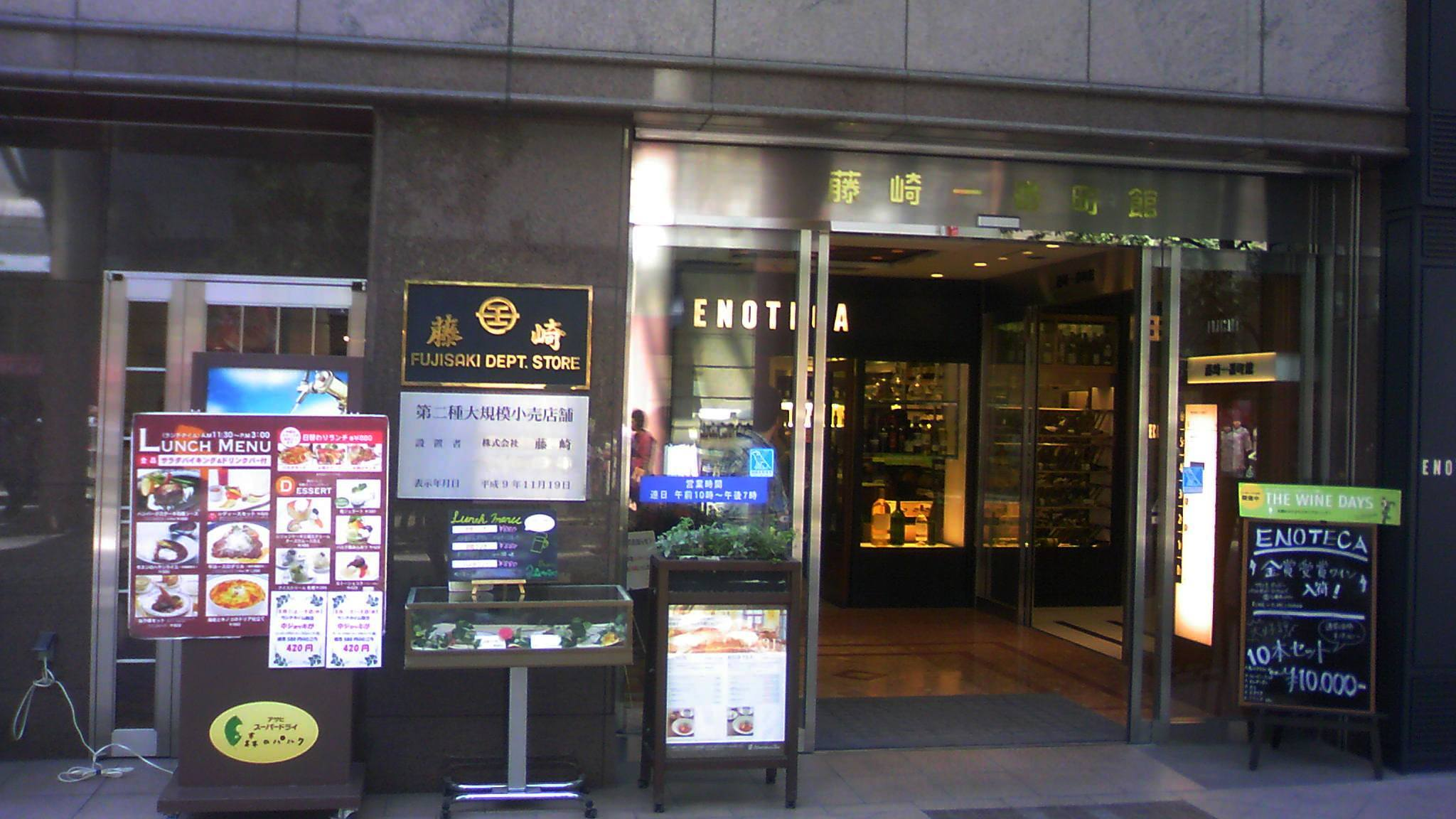
一番町館

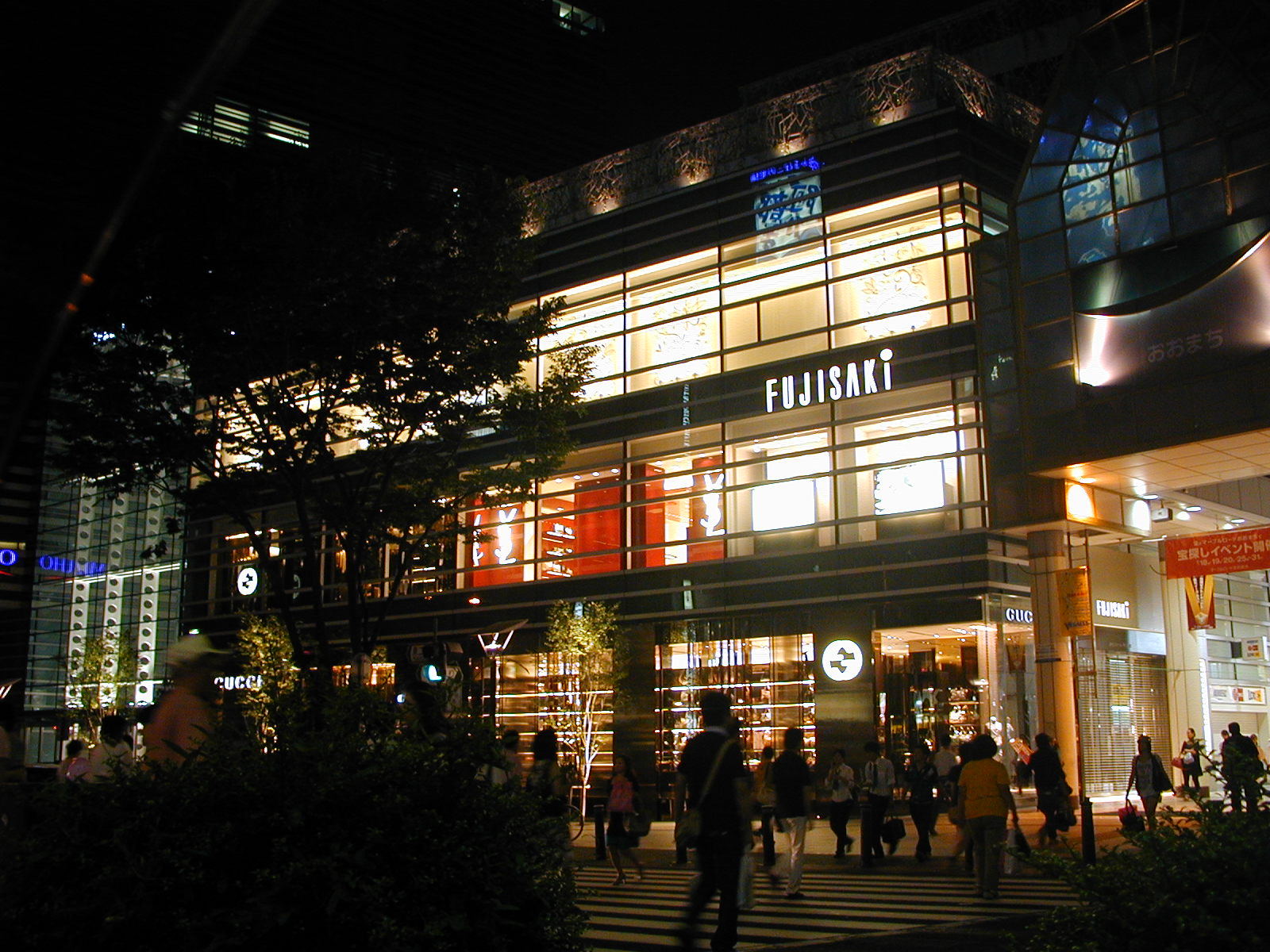
ファーストタワー館

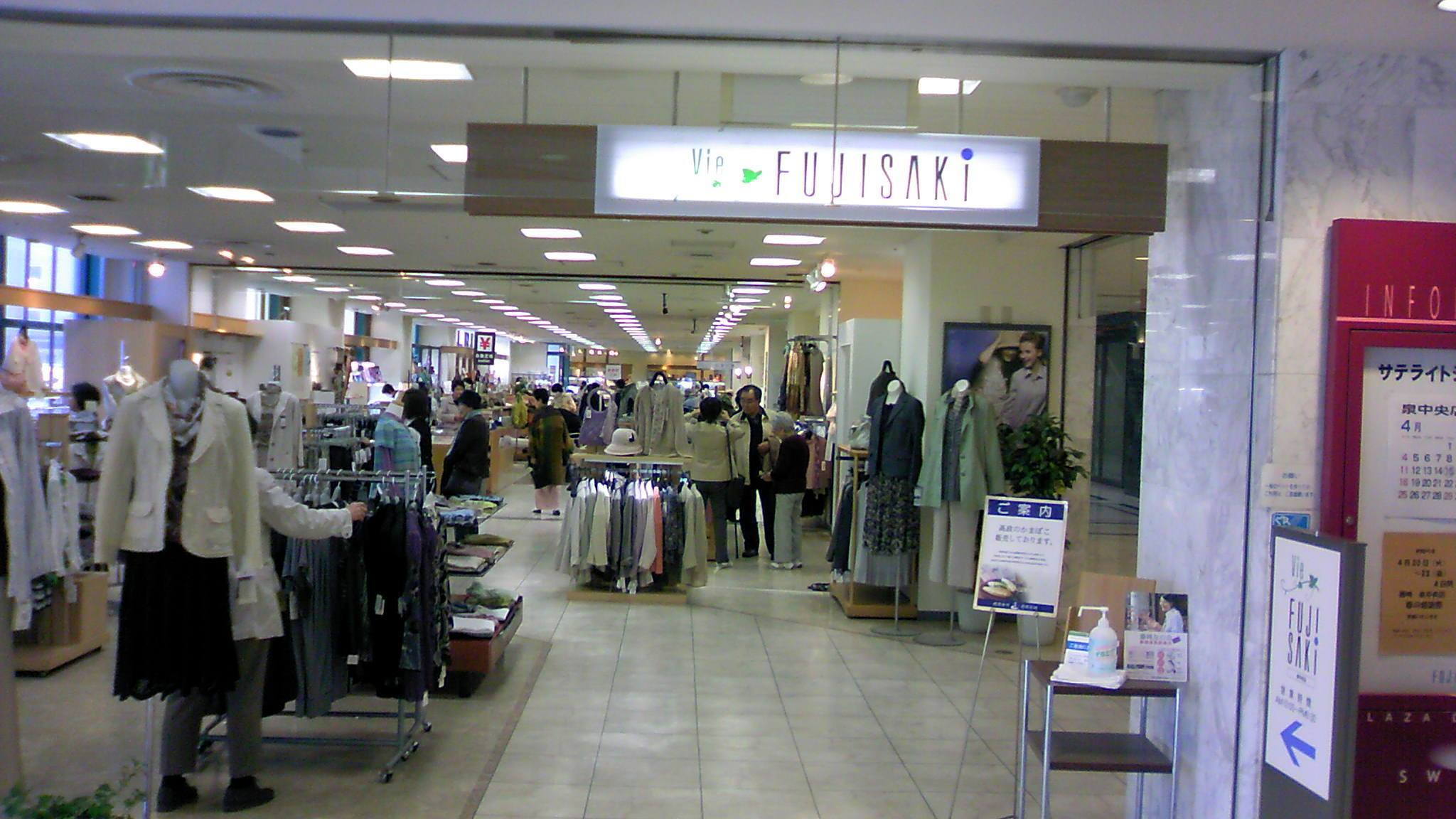
ヴィー フジサキ泉中央店

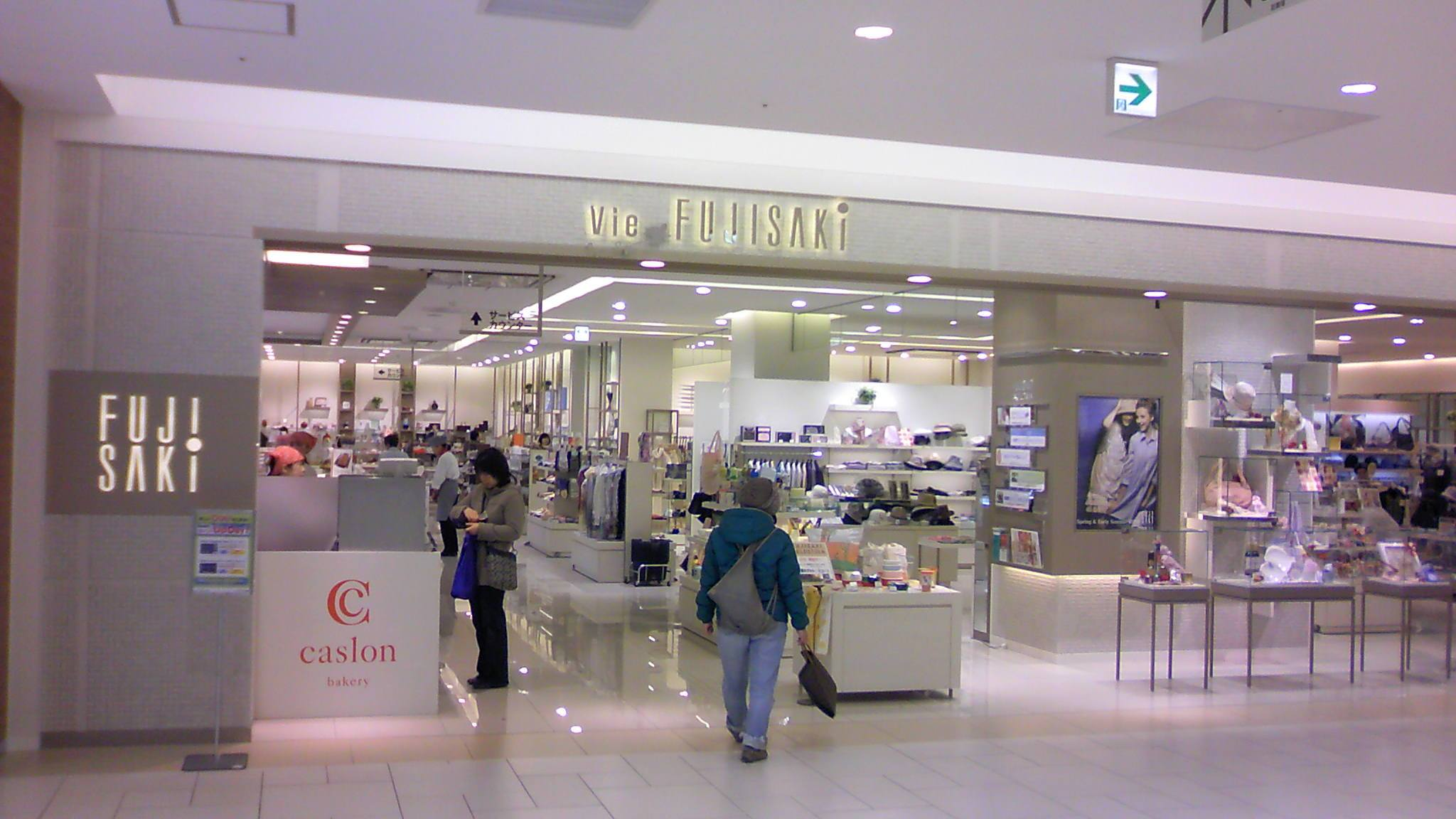
ヴィー フジサキ長町店

### 百貨店
- 藤崎（本店）
  - 本館 - 地上7階地下3階（売場は地下2階まで。地下3階は主に動力や電気設備、商品倉庫になっている。）
  - 一番町館 - 地上6階地下1階
  - 大町館（リビング館）：地上6階地下1階
    - 本館と大町館は4階の連絡通路で繋がっている。

  - ファーストタワー館
- 本館地下2階は仙台市地下鉄東西線の青葉通一番町駅と地下通路で直結している。

―以下は事務、営業関係の建物で商業棟ではない―
- 青葉通り館（事務館）：地上8階。本館の隣にあ、事務部門がある。
- 物流館：一般でいうバックヤードであるが、建物は独立して建っている。本館とほぼ一体化しており商品管理や検品所、電話室、防災センターがここにある。
- 外商館：本館や大町館のある一番町から離れた、芭蕉の辻にある。企業との取引を行う外商一部と、お得意様対応の外商二部、外商三部がある。

#### サテライトショップ
- 藤崎石巻（宮城県石巻市）[24]
  - ギフトショップ石巻を移転しオープン。
- ヴィー フジサキ ララガーデン長町店（仙台市太白区、ララガーデン長町 1F）
- ヴィー フジサキ 泉中央店（旧・サテライトショップ泉中央店、仙台市泉区、ヒューモススウィング2F）
- ヴィー フジサキ 六丁の目店（仙台市若林区、フレスポ六丁の目南町の敷地内に単独立地）
- 山形店（山形県山形市、アズ七日町 1F）

#### ギフトショップ・営業店等
- 塩釜店（宮城県塩竈市）
- 白石店（宮城県白石市）
- 古川店（宮城県大崎市）
- 佐沼店（宮城県登米市）
- 船岡店（宮城県柴田郡柴田町）
- 気仙沼店（宮城県気仙沼市）
- 一関店（岩手県一関市）
- 原町店（福島県南相馬市）
- 福島店（福島県福島市）
- 盛岡店（岩手県盛岡市）
- 秋田店（秋田県秋田市）
- 庄内店（山形県鶴岡市）

#### 関連店舗
- フードマーケットフジサキ（仙台市泉区）
現在は泉パークタウンの寺岡地区に1店舗のみ展開している。

かつては子会社の「株式会社藤崎ストア」（1959年設立）を通じて、「フジストア」「藤崎ストア（昭和50年代初頭）」以後、「藤崎スーパーマーケット」として店舗展開していた。黒松店を本店とし、中山店、幸町店、鶴ヶ谷店、銀杏町店、河原町店、キャラウェイ店、泉寺岡店（のちに移転し寺岡店を開業）、古川店、いずみ中山店、泉ビレジ店、岩沼店、大河原店、子平町店などが最盛期には展開していた。1993年に経営不振に陥り不採算店を閉鎖したうえで「株式会社藤崎ストア」を解散。以後は経営を新会社として設立した「藤崎スーパーマーケット株式会社」が引き継ぎ経営再建を行った。1996年には全8店舗のうちいずみ中山店などの4店舗を岩手県資本のスーパーマーケットであるファルに店舗を譲渡。加えて幸町店と岩沼店を店舗閉鎖し、事実上スーパーマーケット事業の大幅縮小を行った。残ったキャラウェイ店と寺岡店でのみ経営を行ったが、2005年にキャラウェイ店を閉鎖したうえで、会社清算に至った。最後まで残った寺岡店は、直営化されたうえで、現在の「フードマーケットフジサキ」として2006年にリニューアルして現在に至る。

## POSシステム
- POSシステムは日本NCR製を使用。

## CMソング
『虹をかける藤崎』がCMソングとして1971年に制作されている。歌詞は『河北新報』紙上で一般公募されたものであり、岩谷時子が補作している。作曲はいずみたく。歌は、いずみ朱子（ヤング101メンバー）とハニー・ナイツが担当した。テレビ・ラジオCMの他、TBCラジオの番組『朝の百貨店案内』（1997年終了）で長くオンエアされた。歌詞は各曜日を英語で歌っていくのだが、楽曲の制作当時、定休日として設定されていた木曜日（サーズデイ）が歌詞に含まれていないことが、一部で話題となった。
なお、1989年3月10日からは、菅原進（ビリー・バンバン）による新たなオリジナル・イメージソング『好きさ、この街が…』（作詞：葉山真理、作曲：菅原進）が使用されるようになり、現在も平日にDate fmで9:55から放送されている『FUJISAKI Precious Voices』（「Morning Brush」内）や、TBCラジオの10:00直前の開店案内CM（「En∞Voyage」内）、またテレビCMなどでもオンエアされている。2014年7月より、藤崎のHP上で聴くことができるようになっている。